# Isidoro Noblia
Isidoro Noblia est une ville de l'Uruguay située dans le département de Cerro Largo. Sa population est de 2 462 habitants.

## Histoire
La ville a été fondée en 1942.

## Population
| Année | Population |
| ----- | ---------- |
| 1963  | 863        |
| 1975  | 1 228      |
| 1985  | 1 548      |
| 1996  | 1 964      |
| 2004  | 2 462      |

Référence,: